# Усман Дембеле
Масу́р Усма́н Дембеле́ (фр. Masour Ousmane Dembélé; нар. 15 травня 1997, Вернон, Франція) — французький футболіст малійського походження, вінгер «Парі Сен-Жермен» та національної збірної Франції.

## Клубна кар'єра
1 жовтня 2015 року підписав перший у своїй кар'єрі професійний контракт з клубом «Ренн», за який він виступав з 2010 року на молодіжному рівні. 6 листопада 2015 року дебютував в основному складі «Ренна», вийшовши на заміну Камілю Гросицькому у матчі проти «Анже». 22 листопада вперше вийшов у стартовому складі свого клубу і забив гол у грі проти «Бордо». 6 березня 2016 року зробив свій перший хет-трик у матчі проти «Нанта».
12 травня 2016 року було оголошено про досягнення угоди щодо трансферу Дембеле в дортмундську «Боруссію». Усман підписав з німецьким клубом п'ятирічний контракт.
25 серпня було офіційно оголошено про перехід футболіста до іспанської «Барселони». Вартість трансферу склала 105 млн євро плюс бонуси.
12 серпня 2023 року офіційно аносовано трансфер футболіста до французького клубу ПСЖ. Контракт розрахований на 5 років до 2028 року. ПСЖ активував клаусулу гравця, що становила €50 млн евро (приблизно $54 долл США).

## Кар'єра в збірній
Виступав за збірні Франції до 17, 18 і 19 років.
У 2016 році дебютував за молодіжну і основну збірну Франції.
У травні 2018 року був включений до заявки збірної для участі у тогорічному чемпіонаті світу в Росії.

## Статистика виступів

### Статистика клубних виступів
Станом на 13 жовтня 2022 року
| Сезон                    | Команда                  | Чемпіонат                | Чемпіонат | Чемпіонат | Національний кубок | Національний кубок | Національний кубок | Континентальні кубки | Континентальні кубки | Континентальні кубки | Інші змагання | Інші змагання | Інші змагання | Усього | Усього |
| Сезон                    | Команда                  | Ліга                     | Ігор      | Голів     | Ліга               | Ігор               | Голів              | Ліга                 | Ігор                 | Голів                | Ліга          | Ігор          | Голів         | Ігор   | Голів  |
| ------------------------ | ------------------------ | ------------------------ | --------- | --------- | ------------------ | ------------------ | ------------------ | -------------------- | -------------------- | -------------------- | ------------- | ------------- | ------------- | ------ | ------ |
| 2015–16                  | «Ренн»                   | Л1                       | 26        | 12        | КФ+КЛ              | 2+1                | 0                  | -                    | -                    | -                    | -             | -             | -             | 29     | 12     |
| 2016–17                  | «Боруссія» (Д)           | БЛ                       | 32        | 6         | КН                 | 6                  | 2                  | ЛЧ                   | 10                   | 2                    | СН            | 1             | 0             | 49     | 10     |
| серп. 2017               | «Боруссія» (Д)           | БЛ                       | 0         | 0         | КН                 | 0                  | 0                  | ЛЧ                   | 0                    | 0                    | СН            | 1             | 0             | 1      | 0      |
| Усього за «Боруссію» (Д) | Усього за «Боруссію» (Д) | Усього за «Боруссію» (Д) | 32        | 6         |                    | 6                  | 2                  |                      | 10                   | 2                    |               | 2             | 0             | 50     | 10     |
| серп. 2017–18            | «Барселона»              | ПД                       | 17        | 3         | КІ                 | 3                  | 0                  | ЛЧ                   | 3                    | 1                    | -             | -             | -             | 23     | 4      |
| 2018–19                  | «Барселона»              | ПД                       | 29        | 8         | КІ                 | 4                  | 2                  | ЛЧ                   | 8                    | 3                    | СІ            | 1             | 1             | 42     | 14     |
| 2019–20                  | «Барселона»              | ПД                       | 5         | 1         | КІ                 | 0                  | 0                  | ЛЧ                   | 4                    | 0                    | СІ            | 0             | 0             | 9      | 1      |
| 2020–21                  | «Барселона»              | ПД                       | 30        | 6         | КІ                 | 6                  | 2                  | ЛЧ                   | 6                    | 3                    | СІ            | 2             | 0             | 44     | 11     |
| 2021–22                  | «Барселона»              | ПД                       | 21        | 1         | КІ                 | 1                  | 1                  | ЛЧ+ЛЄ                | 3+3                  | 0                    | СІ            | 1             | 0             | 29     | 2      |
| 2022–23                  | «Барселона»              | ПД                       | 10        | 4         | КІ                 | 0                  | 0                  | ЛЧ+ЛЄ                | 4+0                  | 1+0                  | СІ            | 0             | 0             | 14     | 5      |
| Усього за «Барселону»    | Усього за «Барселону»    | Усього за «Барселону»    | 110       | 23        |                    | 14                 | 5                  |                      | 31                   | 8                    |               | 4             | 1             | 161    | 37     |
| Усього за кар'єру        | Усього за кар'єру        | Усього за кар'єру        | 191       | 54        |                    | 22                 | 7                  |                      | 41                   | 10                   |               | 6             | 1             | 262    | 72     |

### Статистика виступів за збірну
Станом на 22 вересня 2022 року
| Дата       | Місто           | Господарі  | Результат | Гості       | Турнір                                    | Голи | Примітки |
| ---------- | --------------- | ---------- | --------- | ----------- | ----------------------------------------- | ---- | -------- |
| 1-9-2016   | Барі            | Італія     | 1 – 3     | Франція     | товариський матч                          | -    | 63'      |
| 6-9-2016   | Борисов         | Білорусь   | 0 – 0     | Франція     | Відбір до ЧС 2018                         | -    | 69'      |
| 15-11-2016 | Ленс            | Франція    | 0 – 0     | Кот-д'Івуар | товариський матч                          | -    | 46'      |
| 25-3-2017  | Люксембург      | Люксембург | 1 – 3     | Франція     | Відбір до ЧС 2018                         | -    |          |
| 28-3-2017  | Сен-Дені        | Франція    | 0 – 2     | Іспанія     | товариський матч                          | -    | 80'      |
| 2-6-2017   | Ренн            | Франція    | 5 – 0     | Парагвай    | товариський матч                          | -    | 46'      |
| 13-6-2017  | Сен-Дені        | Франція    | 3 – 2     | Англія      | товариський матч                          | 1    |          |
| 23-3-2018  | Сен-Дені        | Франція    | 2 – 3     | Колумбія    | товариський матч                          | -    | 66'      |
| 27-3-2018  | Санкт-Петербург | Росія      | 1 – 3     | Франція     | товариський матч                          | -    | 72'      |
| 28-5-2018  | Сен-Дені        | Франція    | 2 – 0     | Ірландія    | товариський матч                          | -    | 77'      |
| 1-6-2018   | Ніцца           | Франція    | 3 – 1     | Італія      | товариський матч                          | 1    | 70'      |
| 9-6-2018   | Десін-Шарп'є    | Франція    | 1 – 1     | США         | товариський матч                          | -    | 58'      |
| 16-6-2018  | Казань          | Франція    | 2 – 1     | Австралія   | ЧС 2018 - груповий етап                   | -    | 70'      |
| 21-6-2018  | Єкатеринбург    | Франція    | 1 – 0     | Перу        | ЧС 2018 - груповий етап                   | -    | 75'      |
| 26-6-2018  | Москва          | Данія      | 0 – 0     | Франція     | ЧС 2018 - груповий етап                   | -    | 78'      |
| 6-7-2018   | Нижній Новгород | Уругвай    | 0 – 2     | Франція     | ЧС 2018 - чвертьфінал                     | -    | 87'      |
| 6-9-2018   | Мюнхен          | Німеччина  | 0 – 0     | Франція     | Ліга націй УЄФА 2018—2019 - груповий етап | -    | 66'      |
| 9-9-2018   | Париж           | Франція    | 2 – 1     | Нідерланди  | Ліга націй УЄФА 2018—2019 - груповий етап | -    | 89'      |
| 11-10-2018 | Генгам          | Франція    | 2 – 2     | Ісландія    | товариський матч                          | -    | 67'      |
| 16-10-2018 | Сен-Дені        | Франція    | 2 – 1     | Німеччина   | Ліга націй УЄФА 2018—2019 - груповий етап | -    | 86'      |
| 16-11-2018 | Роттердам       | Нідерланди | 2 – 0     | Франція     | Ліга націй УЄФА 2018—2019 - груповий етап | -    | 70' 89'  |
| 24-3-2021  | Сен-Дені        | Франція    | 1 – 1     | Україна     | Відбір до ЧС 2022                         | -    | 63'      |
| 28-3-2021  | Астана          | Казахстан  | 0 – 2     | Франція     | Відбір до ЧС 2022                         | 1    | 88' 90'  |
| 2-6-2021   | Ніцца           | Франція    | 3 – 0     | Уельс       | товариський матч                          | 1    | 73'      |
| 8-6-2021   | Сен-Дені        | Франція    | 3 – 0     | Болгарія    | товариський матч                          | -    | 65'      |
| 15-6-2021  | Мюнхен          | Франція    | 1 – 0     | Німеччина   | ЧЄ 2020 - груповий етап                   | -    | 90+4'    |
| 19-6-2021  | Будапешт        | Угорщина   | 1 – 1     | Франція     | ЧЄ 2020 - груповий етап                   | -    | 57' 87'  |
| 22-9-2022  | Сен-Дені        | Франція    | 2 – 0     | Австрія     | Ліга націй УЄФА 2022—2023 - груповий етап | -    | 79'      |
| Усього     |                 | Матчів     | 28        |             | Голів                                     | 4    |          |

## Титули і досягнення

### Клубні
«Боруссія» (Дортмунд)
- Володар Кубка Німеччини (1): 2016-17

«Барселона»
- Володар Кубка Іспанії (2): 2017-18, 2020-21
- Чемпіон Іспанії (3): 2017-18, 2018-19, 2022-23
- Володар Суперкубка Іспанії (2): 2018, 2022

«Парі Сен-Жермен»
- Чемпіон Франції (2): 2023-24, 2024-25
- Володар Кубка Франції (2): 2023-24, 2024-25
- Володар Суперкубка Франції (2): 2023, 2024
- Переможець Ліги чемпіонів УЄФА (1): 2024-25
- Володар Суперкубка УЄФА (1): 2025

### Збірні
- Чемпіон світу (1): 2018
- Віцечемпіон світу (1): 2022

### Індивідуальні
- Найкращий бомбардир Ліги 1 (1): 2024/25 (21 гол)